# Rhizogonium menziesii
Rhizogonium menziesii là một loài rêu trong họ Rhizogoniaceae. Loài này được (Hook.) A. Jaeger mô tả khoa học đầu tiên năm 1875.